# Perica Ognjenović
Perica Ognjenović (in serbo Перица Огњеновић?; Smederevska Palanka, 24 febbraio 1977) è un allenatore di calcio ed ex calciatore serbo, di ruolo attaccante, tecnico del Metalist.

## Carriera
Dopo essersi messo in mostra con la nazionale serbo-montenegrina ai Mondiali del 1998 e con la Stella Rossa di Belgrado Ognjenović venne acquistato dal Real Madrid per 2,5 milioni di euro. Svincolatosi nel giugno del 2001 tentò l'avventura in differenti club di vari campionati, come il campionato cinese e quello malese.

## Palmarès

### Competizioni nazionali
- Campionato jugoslavo: 1

Stella Rossa: 1994-1995
- Coppa di Jugoslavia: 3

Stella Rossa: 1994-1995, 1995-1996, 1996-1997
- Campionato spagnolo: 1

Real Madrid: 2000-2001
- Supercoppa di Spagna: 1

Real Madrid: 2001
- Campionato ucraino: 1

Dinamo Kiev: 2003-2004
- Coppa d'Ucraina: 1

Dinamo Kiev: 2004-2005
- Supercoppa d'Ucraina: 1

Dinamo Kiev: 2004

### Competizioni internazionali
- UEFA Champions League: 1

Real Madrid: 1999-2000